# Арсе, Билли
Билли Владимир Арсе Мина (исп. Billy Vladimir Arce Mina; род. 12 июля 1998 года в Эсмеральдасе) — эквадорский футболист, вингер клуба «Пеньяроль».

## Биография
Арсе начал профессиональную карьеру в клубе «Индепендьенте дель Валье». 5 февраля 2017 года в матче против «Депортиво Куэнка» он дебютировал в эквадорской Примере. В этом же поединке Билли забил свой первый гол за «Индепендьенте дель Валье», реализовав пенальти. В своём дебютном сезоне он забил 12 мячей и стал вторым бомбардиром команды.
Летом 2018 года Арсе перешёл в английский «Брайтон энд Хоув Альбион». Для получения игровой практики клуб сразу же отдал Били в аренду в испанскую «Эстремадуру».
В июле 2022 года перешёл в «Пеньяроль». Дебютировал за новую команду 1 августа в матче 1 тура Клаусуры чемпионата Уругвая, в котором «Пеньяроль» на своём поле уступил «Фениксу» со счётом 0:1.

## Титулы и достижения
- Вице-чемпион Эквадора (1): 2020
- Обладатель Суперкубка Эквадора (1): 2021